# Ernesto Civardi
Ernesto Civardi (21 de outubro de 1906 - 28 de novembro de 1989) foi um cardeal italiano da Igreja Católica Romana, que serviu como secretário da Sagrada Congregação para os Bispos de 1967 a 1979, e foi elevado ao cardinalato em 1979.

## Biografia
Civardi nasceu em Fossarmato , Pavia , e estudou no seminário em Pavia, antes de ser ordenado ao sacerdócio em 29 de junho de 1930. Em seguida, ele entrou na Pontifícia Universidade Gregoriana, em Roma , de onde obteve seu doutorado em direito canônico . Ele se tornou um advogado da seção jurídica da Rota Romana também. Seu irmão mais velho Luigi (1886-1971) tornou-se bispo em 1962.
Civardi foi Vice- Reitor do Pontifício Lombard Seminary em Roma de 1932 a 1934, quando iniciou o trabalho pastoral em Roma e tornou-se funcionário da Sagrada Congregação Consistorial . Ele foi elevado ao posto de Prelado Nacional de Sua Santidade em 15 de julho de 1950, e foi Substituto (1953-1965) e Subsecretário (1965-1967) da Sagrada Congregação Consistorial. Civardi também foi nomeado Comissário da Sagrada Congregação para a Disciplina dos Sacramentos e Promotor de Justiça no Tribunal da Cidade do Vaticano em 1953. Mais tarde ele se tornou referendário.(18 de novembro de 1958) e prelado votante (10 de outubro de 1962) do Supremo Tribunal da Assinatura Apostólica , e serviu como perito , ou perito teológico , no Concílio Vaticano II (1962-1965). De 1965 a 1967, foi Conselheiro da Sagrada Congregação para a Propagação da Fé .
Em 17 de maio de 1967, Civardi foi nomeado Secretário da Sagrada Congregação para os Bispos pelo Papa Paulo VI e mais tarde Arcebispo Titular de Serdica em 26 de junho do mesmo ano. Ele recebeu sua consagração episcopal em 16 de julho do Papa Paulo, com os bispos Augusto Gianfranceschi e Jacques-Paul Martin servindo como co-consagradores , na Basílica de São Pedro . Como Secretário, Civardi serviu como o segundo mais alto funcionário daquele dicastério , sucessivamente sob os cardeais Carlo Confalonieri eSebastiano Baggio . Em janeiro de 1968, Civardi visitou o cardeal Giacomo Lercaro e informou-o da decisão do papa Paulo de aceitar sua renúncia como arcebispo de Bolonha . 
No dia de sua consagração, ele foi nomeado secretário do Sacro Colégio dos Cardeais , além de seus deveres na Congregação para os Bispos. Como tal, ele atuou como secretário dos conclaves papais de agosto e outubro de 1978 , embora, não sendo cardeal, não pudesse votar. Quando o recém-eleito Papa João Paulo I 's secretário particular , Fr. Diego Lorenzi , acidentalmente, entrou no Palácio Apostólico enquanto ainda estava selado para o conclave e encontrou Civardi, este último brincando disse: "Você percebe que está excomungado ". Lorenzi, pouco familiarizado com o Vaticanoprotocolo, respondeu: "Se eu sou, o Papa me restaurará à Comunhão dos Santos ". 
O Papa João Paulo II criou-o cardeal-diácono de San Teodoro  ( it ) no consistório de 30 de junho de 1979, após o que deixou de servir como Secretário da Congregação para os Bispos. Civardi perdeu o direito de participar em qualquer futuro conclave papal ao atingir a idade de oitenta anos em 21 de outubro de 1986. Ele era um autoproclamado "homem da Cúria ". 
O cardeal morreu em Roma aos 83 anos. Depois de uma missa fúnebre celebrada por João Paulo II no altar da cátedra de São Pedro , ele foi sepultado na capela da Confraternita dei Lombardi, no cemitério Campo Verano .